# Coleothorpa aenescens
Coleothorpa aenescens är en skalbaggsart som först beskrevs av George Robert Crotch 1873.  Coleothorpa aenescens ingår i släktet Coleothorpa och familjen bladbaggar. Inga underarter finns listade i Catalogue of Life.